# Catalpa bungei
Catalpa bungei là một loài thực vật có hoa trong họ Chùm ớt. Loài này được C.A.Mey. mô tả khoa học đầu tiên năm 1837.